# Zona conurbada de Altamirano-Riva Palacio
La zona conurbada de Altamirano-Riva Palacio es el resultado de la conurbación del municipio de Pugarabato, el municipio de Coyuca de Catalán (ambos en Guerrero), y el municipio de San Lucas, Michoacán. Esta zona conurbada tiene una población de 40 821 habitantes (2020).
Su principal ciudad es Ciudad Altamirano, y también abarca la cabecera municipal y de la región socioeconómica de Tierra Caliente, Coyuca de Catalán, además de localidades del municipio de San Lucas en Michoacán, principalmente la localidad de Vicente Riva Palacio.
Según el censo de 2020 del INEGI, dicha zona conurbada se ubica como la quinta aglomeración urbana más poblada de la macrorregión mexicana de Tierra Caliente después de las ciudades y zonas metropolitanas de Cuautla (Morelos), Iguala (Guerrero), Apatzingán (Michoacán) y Tejupilco (Estado de México) y por delante de Nueva Italia de Ruiz en Michoacán y Jojutla-Zacatepec, en Morelos.